# TLW世界女子ヤングタッグ王座
TLW世界女子ヤングタッグ王座（ティー・エル・ダブリューせかいじょしヤングタッグおうざ）は、プロレスリングWAVEが管理、TLWが認定していた王座。「TLW」は「Total Lethal Wrestling」の略。

## 歴史
2009年、サンフランシスコのTWLがキャリア7年以内の選手を対象にした王座として創設。なお、どちらか一方がキャリア7年以内であれば王座に挑戦できる。4月29日、プロレスリングWAVE新宿FACE大会で行われた初代王座決定タッグトーナメントに優勝した紫雷美央&紫雷イオ組が初代王者になった。
2010年、キャリア制限のないTLW世界女子タッグ王座の創設により封印。

## 歴代王者
| 歴代  | タッグチーム                   | 防衛回数 | 獲得日付       | 獲得場所 （対戦相手・その他）    |
| ----- | ------------------------------ | -------- | -------------- | -------------------------------- |
| 初代  | 紫雷姉妹 （紫雷美央&紫雷イオ） | 3        | 2009年4月29日  | 新宿FACE 春日萌花&中川ともか     |
| 第2代 | 春日萌花&大畠美咲              | 1        | 2009年12月23日 | 大阪ミナミ ムーブ・オン アリーナ |
| 第3代 | バンビ&羽沙羅                  | 1        | 2010年7月4日   | 東京キネマ倶楽部 2010年封印      |